# Јањевци
Јањевци су данас хрватска мањина на Косову и Метохији. Име су добили по насељу Јањево, општина Липљан, 30 километара југоисточно од Приштине. Остала насеља у којима живе су: Окосница и Шишарка, исто општина Липљан, и Летница, Шашаре, Врнавоколо, Врнез, општина Витина.

## Историја
Потичу од трговаца и рудара из Дубровника , дубровачког приморја укључујући Цавтат и Босне и Херцеговине, који су током 14. века дошли на Космет. Католичку веру су сачували до данашњих дана. Први пут их спомиње папа Бенедикт XI 1303. године који Јањево наводи као средиште католичке жупе Светог Николе.
Јањевци су сачували обичај слављења крсне славе.
Најпроширенија је слава Свети Никола која је уједно и храмовна слава - Пренос моштију светог Николе у Бари (у Јањеву позната као "Свети Никола Летњи"), а следе је Свети Антун, Свети Севастијан, Света Ана те Велика Госпојина, а посебно се свечано славио и Ђурђевдан. Вече уочи самог празника су се по околним брдима дизали шатори и правила се "Рифана" - игранка коју би традиционално организовали млади Јањевци.

## Демографија
Према попису из 1948. године на Космету је било 5.290 декларисаних Хрвата или 0,7% становништва, 1961. је било 7.251, 1971. 8.264, а 1981. године 8.718 Хрвата, 1991. Хрвата је било нешто мање и то 8.161, а по проценама из 1998. има их само 1.800. Тренутно је на Космету преостало неколико стотина Јањеваца.

## Језик
Јањевци говоре призренско-тимочким или торлачким дијалектом српског језика, који они називају јањевачки говор. Бранислав Нушић је 1902. године записао како Јањевци говоре врло лепим, чистим српским језиком, док је Глигорије Елезовић 1911. године навео да говоре косовским дијалектом, као и Срби тог подручја.

## Јањевци у Хрватској
Јањевци су почели да мигрирају у Хрватску већ педесетих година 20. века, претежно у Загреб. Почетком седамдесетих година у загребачкој четврти Дубрави је постојала значајна заједница Јањеваца.
Због немира на Косову и Метохији, почетком деведесетих година и касније, почиње интензивније исељавање у Хрватску на земљу протераних Срба. 1992. године неки становници Летничке жупе су напустили своја села и иселили се у Хрватску, њих су хрватске власти населиле у места Воћин и Гарешницу у западној Славонији по напуштеним српским кућама. Из Јањева први талас од око 2.400 људи се иселио почетком деведесетих, а други од 1.600 се преселио 1996. године у место Кистање, северна Далмација, одакле су након операције Олуја протерани Срби. Након 1999. око 300 људи из Летничке жупе је насељено у месту Думаче код Петриње. Јањеваца има и у Ријеци и Дубровнику.
| Година | Хрвати | Удео |
| ------ | ------ | ---- |
| 1948   | 5.290  | 0.7% |
| 1953   | 6.201  | 0.8% |
| 1961   | 7.251  | 0.8% |
| 1971   | 8.264  | 0.7% |
| 1981   | 8.718  | 0.6% |
| 1991   | 8.161  | 0.4% |

| Место      | Општина | Попис 1961. | Попис 1961. | Попис 1961. | Попис 1961. | Попис 1971. | Попис 1971. | Попис 1971. | Попис 1971. | Попис 1981. | Попис 1981. | Попис 1981. | Попис 1981. |
| Место      | Општина | Хрвати      | Удео        | Срби        | Удео        | Хрвати      | Удео        | Срби        | Удео        | Хрвати      | Удео        | Срби        | Удео        |
| ---------- | ------- | ----------- | ----------- | ----------- | ----------- | ----------- | ----------- | ----------- | ----------- | ----------- | ----------- | ----------- | ----------- |
| Јањево     | Липљан  | 3.052       | 81.1%       | 47          | 1.2%        | 3.761       | 79.3%       | 51          | 1.2%        | 3.534       | 69.5%       | 21          | 0.4%        |
| Шишарка    | Липљан  | 104         | 100%        | 0           | 0%          | 101         | 99.0%       | 0           | 0%          | 51          | 100%        | 0           | 0%          |
| Окосница   | Липљан  | 73          | 87.9%       | 1           | 1.2%        | 0           | 0%          | 65          | 85.5%       | 43          | 91.5%       | 0           | 0%          |
| Летница    | Витина  | 297         | 91.4%       | 10          | 3.1%        | 399         | 87.3%       | 25          | 5.5%        | 696         | 91.6%       | 28          | 3.7%        |
| Врнавоколо | Витина  | 529         | 99.4%       | 1           | 0.2%        | 528         | 98.7%       | 6           | 1.1%        | 702         | 98.6%       | 2           | 0.3%        |
| Врнез      | Витина  | 343         | 88.2%       | 0           | 0%          | 452         | 93.4%       | 1           | 0.2%        | 654         | 95.3%       | 2           | 0.3%        |
| Шашаре     | Витина  | 833         | 99.2%       | 3           | 0.3%        | 1072        | 98.9%       | 0           | 0%          | 1.381       | 99.6%       | 2           | 0.1%        |

Према попису из 2011. године, који су организовале институције самопроглашене Републике Косово, Јањевци нису приказани као посебна категорија већ су уврштени под категорију Остали. У Јањеву се тако изјаснило 234, Летници 26, а у осталим јањевачким насељима по неколико грађана.
| Место      | Попис 2011 | Остали | Удео  |
| ---------- | ---------- | ------ | ----- |
| Јањево     | 2.137      | 234    | 10.9% |
| Шишарка    | 0          | 0      | 0%    |
| Окосница   | 2          | 2      | 100%  |
| Летница    | 267        | 26     | 9.7%  |
| Врнавоколо | 12         | 7      | 58.3% |
| Врнез      | 1          | 1      | 100%  |
| Шашаре     | 146        | 7      | 4.8%  |